# Čehoslovački novi val
Čehoslovački novi val (češki: Česká nová vlna) je pojam koji se koristi na razdoblje 1960.-ih u kojem su, prema filmskim kritičarima, filmovi snimljeni u Čehoslovačkoj stekli iznimne kreativne i kvalitetne vrhunce.
Među najznačajnijim čehoslovačkim režiserima iz tog razdoblja su: Miloš Forman, František Vláčil, Věra Chytilová, Ivan Passer, Pavel Juráček, Jaroslav Papoušek, Jiří Menzel, Jan Němec, Jaromil Jireš, Vojtěch Jasný, Evald Schorm i slovački režiseri: Dušan Hanák, Juraj Herz, Juraj Jakubisko, Štefan Uher, Ján Kádár, Elo Havetta i drugi. Otvorenost i manjak cenzure dovela je do toga da je žanr prozvan i "čehoslovačkim filmskim čudom".
Ovaj umjetnički pravac iznikao je iz ranijeg Devětsil pokreta iz 1930.-ih. Novija generacija mladih filmaša iz 1960.-ih, poglavito studenata i apsolvenata akademije FAMU, postala je nezadovoljna komunističkim režimom, koji je određivao tijek umjetnosti, te su postali disidenti. Njihov cilj snimanja filmova bio je "osvijestiti češku javnost da sudjeluju u sustavu tlačenja i nesposobnosti koji sa svima njima postupa brutalno.
Zaštitni znakovi filmova postali su improvizirani dijalozi, crni humor i naturščici među glumcima. Dotakli su i teme zbog kojih su prethodni filmaši u komunističkim zemljama često znali postati mete cenzure: jedan je primjer promašena mladež iz Formanova filma Crni Peter (1963.) i Ljubavi jedne plavuše (1965.), ili nadrealni anarhizam poput Chytilovih Tratinčica (1966) i Jirešove Valerie i njen tjedan čuda (1970).
Čehoslovački novi val razlikovao se od francuskog novog vala jer je često imao jaču naraciju te su filmaši imali bolji pristup državnim filmskim studijima i financijskim sredstvima.